# 三地乡 (会理县)
三地乡，是中华人民共和国四川省凉山彝族自治州會理縣下辖的一个鄉。2014年，三地鄉與仓田乡、六華鄉合併為六华镇。

## 行政区划
截至2014年，三地乡下辖以下地区：
廟子灣村、坪子窯村、白草村、老棚村和新坪村。